# パシフィック・コースタル航空
パシフィック・コースタル航空（Pacific Coastal Airlines）は、カナダのバンクーバーを拠点とする地域航空会社。 小型機で州内の主要都市を結んでいる。主な機材はビーチクラフト 1900とSaab 340である。チャーターや貨物輸送も行う。
2018年以降、ウエストジェット航空と提携しており、ウエストジェット・リンクの運航を担当している。この運航はカルガリー国際空港を拠点としており、Saab 340を使用している。

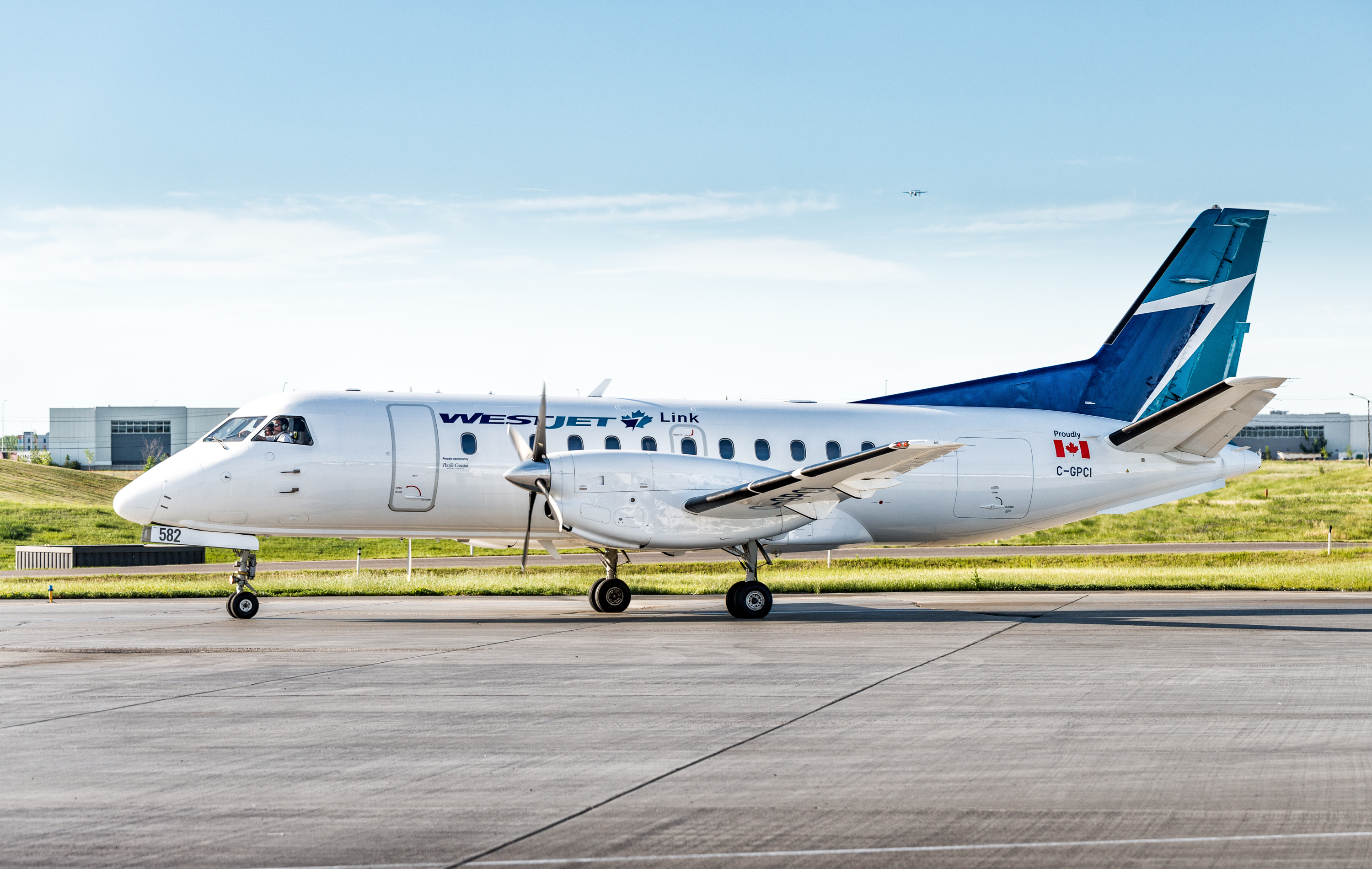
ウエストジェット・リンク